# A Feiticeira (livro)
A Feiticeira é um ensaio de Jules Michelet sobre a história da bruxaria. Publicado originalmente em Paris como La Sorcière em 1862, a primeira tradução para o inglês apareceu em Londres um ano depois. Michelet retrata a vida das bruxas e os julgamentos realizados por bruxaria, e argumenta que a bruxaria medieval foi um ato justo de rebelião das classes mais baixas contra o feudalismo e a Igreja Católica Romana. Embora seu livro seja considerado bastante impreciso, ele é notável por ser uma das primeiras histórias simpáticas de bruxaria.

## Pontos de vista
Segundo Michelet, a bruxaria medieval foi um ato de rebelião popular contra a opressão do feudalismo e da Igreja Católica Romana. Esta rebelião assumiu a forma de uma religião secreta inspirada no paganismo e na crença em fadas, organizada por uma mulher que se tornou sua líder. Os participantes da religião se reuniam regularmente nos sabbats das bruxas e nas missas negras. O relato de Michelet centra-se no sofrimento dos camponeses e das mulheres na Idade Média e escreve que a história deve concentrar-se "no povo, e não apenas nos seus líderes ou nas suas instituições", o que o coloca à frente do seu tempo como escritor de micro-história. Michelet foi uma das primeiras pessoas a tentar dar uma explicação sociológica dos Julgamentos das Bruxas e interpreta o material original de forma muito literal.
Segundo Michelet, em uma nota acrescentada ao final do livro:
O objetivo do meu livro era puramente fornecer, não uma história da Feitiçaria, mas uma fórmula simples e impressionante do modo de vida da Feiticeira, que meus eruditos predecessores obscureceram pela própria elaboração de seus métodos científicos e pelo excesso de detalhes. Meu ponto forte é partir, não do diabo, de uma concepção vazia, mas de uma realidade viva, a Feiticeira, uma realidade quente, que respira, rica em resultados e possibilidades.

## Estrutura
O livro é dividido em duas partes, cada uma constituída por doze capítulos. A primeira e a mais famosa parte do livro é uma reconstrução imaginativa da experiência de uma série de bruxas medievais que conduziram a religião da sua forma original de protesto social para a decadência. A segunda parte é uma série de episódios dos julgamentos de bruxas na Europa, incluindo o caso Louis Gaufridi, os julgamentos das mulheres possuídas de Loudun e Louviers, e a execução de Charlotte Cadière. Hoje o livro é considerado em grande parte impreciso, mas ainda notável por ser uma das primeiras histórias simpáticas da bruxaria e, como tal, pode ter tido uma influência indireta na Wicca. Michelet usa um estilo de escrita muito popular que torna o livro ainda mais suportável de ler. Se ele tivesse feito isso num estilo mais acadêmico, talvez o estudo fosse mais amplamente considerado como um estudo respeitável. O livro e as histórias nele contadas são contados com a energia e o estilo que alguém usaria ao contar histórias ao redor de uma fogueira, em oposição ao ar que usaria em uma palestra.

## Resumo
Em suas obras anteriores, o autor havia condenado a bruxaria, que definiu como "a retomada da orgia pagã pelo povo". Neste livro, pelo contrário, considera a bruxaria como a revolta popular e ingênua da natureza humana contra os terrores e opressões da Idade Média. Ele vê uma primeira manifestação moderna deste espírito da natureza que deu origem ao paganismo grego e que produziria a Renascença. Ele explica a origem patológica da alucinação, pela qual tantas pessoas infelizes imaginaram que Satanás realmente vivia dentro delas, e lhes deu um poder extraordinário. Michelet chega a mostrar, nos bizarros mistérios celebrados em homenagem a Satanás sob o nome de missas negras, um dos elementos que contribuíram para o despertar da ciência e da filosofia.
Neste livro, Michelet evoca a Inquisição utilizando como fontes nomeadamente a História Crítica da Inquisição da Espanha de Juan Antonio Llorente (1817–1818) e a História da Inquisição na França de Étienne-Léon de Lamothe-Langon (1829), duas obras cuja autenticidade histórica é questionada pelos historiadores atuais, assim como a obra de Michelet como um todo.

## Conteúdo
Neste ensaio, Michelet argumenta que a bruxaria surgiu do protesto dos servos medievais contra a ordem social opressiva que os condenava ao nível mais baixo da sociedade. Segundo ele, realizavam reuniões noturnas secretas com danças pagãs e realizavam sátiras para satirizar senhores e sacerdotes. Diz-se que isso ocorreu já nos séculos XII e XIII, muito antes de haver perseguições às bruxas em grande escala.
Em vez do 'sabbat das bruxas', Jules Michelet fala sobre a 'missa negra', uma cerimônia em que o diabo não era o centro, mas uma mulher que na verdade liderou toda a cerimônia como sacerdotisa. Michelet dá uma descrição romântica dela. Diz-se que ela tem "um rosto como o de Medeia" e "um olhar trágico e profundo, nascido de um sofrimento intenso". Michelet diz desta sacerdotisa do culto que ela inventou e organizou o sabbat.
Na cerimônia, uma grande figura de madeira com chifres e pênis ereto representa Satanás, 'o grande servo em rebelião'. A sacerdotisa também copula com Satanás durante o ritual e assim recebe seu espírito.
A visão de Michelet desviou-se, portanto, em vários pontos, da história “tradicional” do século XVI durante as grandes perseguições às bruxas. Novos elementos são a teoria da revolta dos servos, a figura da sacerdotisa e a missa negra  (la messe noire)  celebrada nas costas de uma mulher. Na obra de Michelet encontramos também referências a um culto à fertilidade que visava garantir uma boa colheita.

## Mídia
No início dos anos 1970, La Sorcière tornou-se a base para o filme Glissements progressifs du plaisir de Alain Robbe-Grillet (estrelado por Jean-Louis Trintignant) e o filme de anime Kanashimi no Belladonna, da Mushi Production.